# Museo de Arte Contemporáneo de Roma
El Museo de Arte Contemporáneo de Roma (en idioma italiano: Museo di Arte Contemporanea di Roma), más conocido como MACRO, es un museo municipal de arte contemporáneo que se encuentra cerca de la Puerta Pia, en el distrito Nomentano de Roma, construido por la arquitecta francesa Odile Decq.
Una segunda sede, llamada MACRO Future, se encuentra en dos salas del antiguo matadero de Testaccio, cerca de la pirámide Cestia. Fundado a finales del siglo XIX y principios del siglo XX con el nombre de «Galería Municipal de Arte Moderno y Contemporáneo de Roma», después de una primera fase de reestructuración del lugar  permitió la apertura de seis salas en septiembre de 1999. El museo se ha alojado en varios edificios. A comienzos del siglo XXI ha sido destinado a Museo de Arte Contemporáneo de Roma.

## Historia
En 1883 la Municipalidad de Roma adquirió algunas obras de arte en la Exposición Internacional de Bellas Artes, con la intención de crear una Galería Nacional de Arte Moderno.
Auguste Rodin en 1913 donó la escultura en bronce Busto de dama a la ciudad de Roma. En 1925, después de otras adquisiciones por parte del Ayuntamiento de Roma, se decidió constituir en el Palazzo Caffarelli, del Capitolio, una Galería Municipal de Arte Moderno y Contemporáneo.
En 1931 la colección se amplió y fue llamada de Benito Mussolini. La institución fue abolida y trasladadas sus obras a la Galería Nacional de Arte Moderno. La colección, en 1949, vuelve a ser reconstruida. Muchas de las obras depositadas en la Galería Nacional volvieron a la Galería Municipal, que las reabrió al público en el Palacio Braschi. En el año 1963 buena parte de la colección fue transferida al Palazzo delle Esposizioni, donde permaneció hasta finales de 1981, año en que el edificio fue cerrado por reformas. Las obras fueron almacenadas en los depósitos del Palacio Braschi.
El Ayuntamiento de Roma asignó en 1989 la antigua fábrica de cerveza Peroni como la sede de la Galería Municipal. Entre 1991 y 1994, la colección, parcialmente dispersa por varios edificios, se reunió y ordenó, y en 1995 la galería se reabrió de manera provisional en el antiguo convento de carmelitas, donde se presentaron 150 obras de la colección. En marzo de 1996, se comenzó a trabajar en la restauración de una parte de la antigua fábrica de Peroni, para la nueva sede de la Galería Municipal de Arte Moderno y Contemporáneo de Roma. En 1997, un pabellón del nuevo museo fue abierto al público. En 1999 los trabajos de restauración se realizaron en los dos primeros pabellones asignados a la Galería.

## MACRO

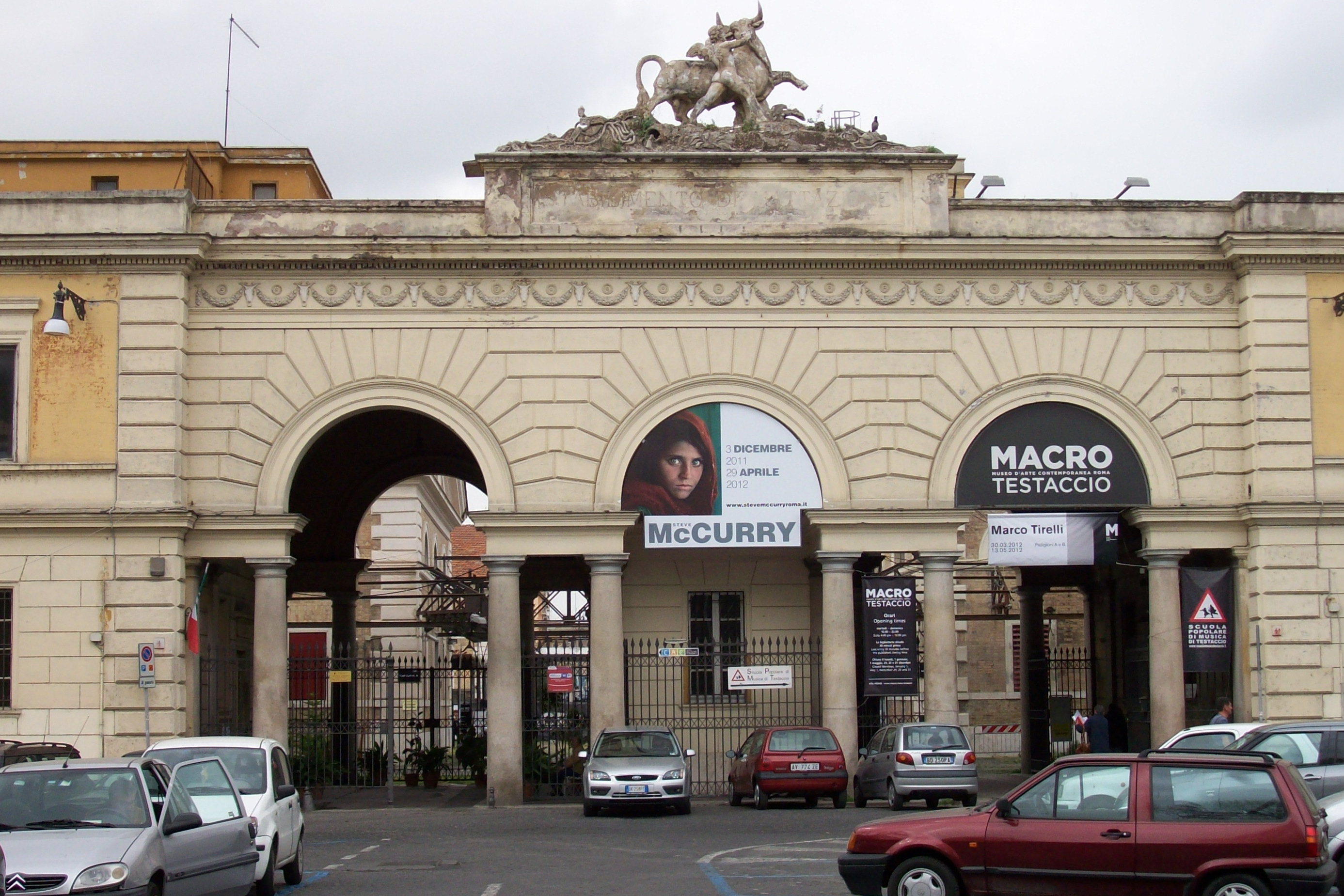
Entrada al MACRO Testaccio

El nuevo museo fue inaugurado oficialmente el 11 de octubre de 2002 bajo el nombre de MACRO, Museo de Arte Contemporáneo de Roma, bajo la dirección de Danilo Eccher. El mismo año, en dos pabellones del antiguo matadero de Testaccio, se abrió una sucursal del museo llamado MACRO Testaccio.

### Información de los pabellones
- Altura: 62,56 metros.
- Longitud: 16,55 metros.
- Altura al centro del techo: 13 metros.
- Alturas de los lados: 9 metros.
- Área de cada pabellón: 1.036 m².[5]

### Ampliación
A propósito de un concurso internacional convocado el 2001 por el Ayuntamiento de Roma, la arquitecta francesa Odile Decq recibió el encargo para la ampliación del Museo. La obra se inició el 29 de julio de 2004 y se terminó en mayo de 2010. El 5 de diciembre de 2010, el museo fue abierto nuevamente al público.

## Colección

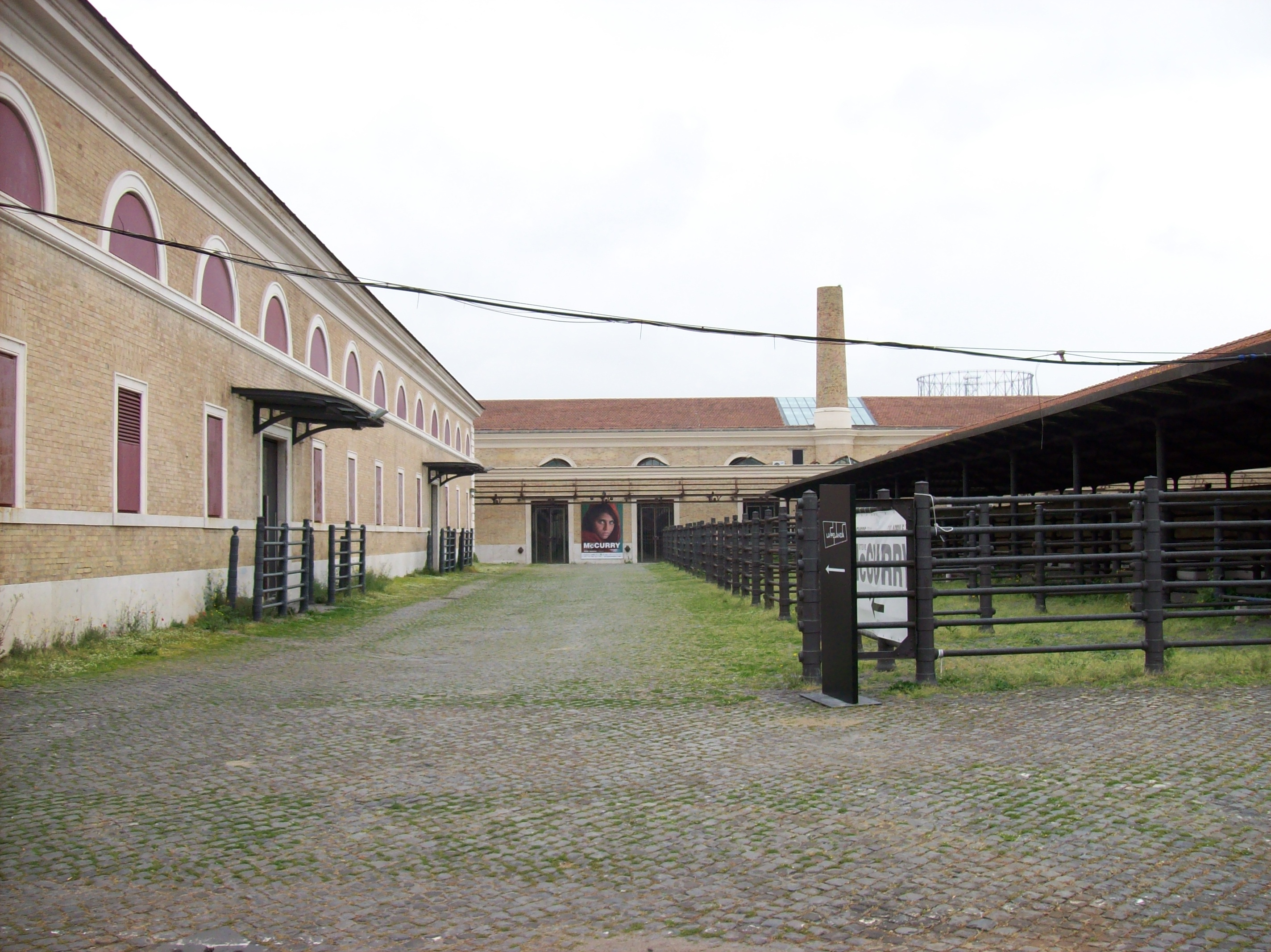
Interior del museu de Macro Testaccio.

La colección del museo MACRO incluye alrededor de 1200 obras de arte, en constante renovación y aumento. La historia de sus ampliaciones está organizada en tres fases principales la realizada entre 1960 y 1994, provenientes las nuevas obras de premios, exposiciones o donaciones, la segunda entre 1994 y 2002 -año de la inauguración del nuevo MACRO- en que se realizaron restauraciones de obras que se encontraban en diversos lugares y de adquisiciones con un gran rigor cualitativo y la última a partir de 2002 hasta la actualidad, con nuevas aportaciones en el campo de ayuda a la producción de obras de arte contemporáneas.
Se compone sobre todo de obras de la segunda mitad del siglo XX de artistas italianos, como Carla Accardi, Antonio Sanfilippo, Achille Perilli, Piero Dorazio, Leoncillo y Ettore Colla (Gruppo Forma 1); Ceroli y Pino Pascali (Arte Povera); Tano Festa, Mario Schifano, Titina Maselli y Mimmo Rotella (Scuola di Piazza del Popolo).
La colección también muestra obras de artistas de la última generación como: Giovanni Albanese, Andrea Aquilanti, Gianni Asdrubali, Domenico Bianchi, Bruno Ceccobelli, Sarah Ciracì, Enzo Cucchi, Fabrice de Nola, Gianni Dessì, Daniele Galliano, Federico Guida, Felice Levini, Fabio Mauri, Luigi Ontani, Cristiano Pintaldi, Piero Pizzi Cannella, Gioacchino Pontrelli, Bernardo Siciliano, Sissi, Marco Tirelli.

## Dirección
El museo está gestionado por la ciudad de Roma, a cargo de los Museos en la Ciudad, y los servicios del museo están a cargo del Zètema Progetto Cultura.

### Directores
- Giovanna Bonasegale: ? - 2001
- Danilo Eccher: 2001 - 2008
- Luca Massimo Barbero: 2008 - 2011
- Bartolomeo Pietromarchi: 2011- 2013
- Alberta Campitelli: 2013 - 2014
- Federica Pirani: 2014 -